# Velîkîi Buealik, Berezivka
Velîkîi Buealik (în ucraineană Великий Буялик) este localitatea de reședință a comunei Velîkîi Buealik din raionul Berezivka, regiunea Odesa, Ucraina.

## Demografie
Componența lingvistică a comunei Veliki Buealik
     Bulgară (45,57%)
     Rusă (22,02%)
     Ucraineană (20,6%)
     Română (9,68%)
     Alte limbi (0,59%)
Conform recensământului din 2001, nu exista o limbă vorbită de majoritatea populației, aceasta fiind compusă din vorbitori de bulgară (45,57%), rusă (22,02%), ucraineană (20,6%) și română (9,68%).